# ستوتزهيم
ستوتزهيم (بالفرنسية: Stotzheim)‏ هي بلدية فرنسية تقع في إقليم الراين الأسفل من منطقة ألزاس في شمال شرق فرنسا. تبلغ مساحة هذه المدينة 13.61 (كم²)، يبلغ عدد سكانها 1048 نسمة حسب إحصاء المعهد الوطني للإحصاء والدراسات الاقتصادية سنة 2009 م. وترأس Jacques Frindel البلدية خلال فترة (2001 - 2008).

## وصلات خارجية
- صفحة البلدية على موقع المعهد الوطني للإحصاء والدراسات الاقتصادية (بالفرنسية)